# Pat Patterson
Pierre Clemont (ur. 19 stycznia 1941 w Montrealu, zm. 2 grudnia 2020 w Miami) – kanadyjski profesjonalny wrestler, znany pod pseudonimami Pat Patterson i Le Rêve du Québec. Pracował dla organizacji World Wrestling Entertainment (WWE) jako konsultant twórczy. W 1996 dołączył do WWE Hall of Fame.

## Życiorys

### Kariera
Jako wrestler zadebiutował w Montrealu w 1958 pod pseudonimem Pretty Boy (pol. ładny chłopiec) Pat Patterson. Wzbudził kontrowersje – jego twarz była ucharakteryzowana czerwoną szminką, miał na sobie czerwone kąpielówki, towarzyszył mu pudel. Od 1979 walczył dla World Wide Wrestling Federation. Był trenowany przez Pata Girarda. Karierę wrestlerską zakończył w 1984. Patterson umarł w Miami 2 grudnia 2020 w wyniku niewydolności wątroby spowodowanej zakrzepicą.

## Życie prywatne
Był jawnym gejem. Ujawnił to w latach 70.

## Tytuły i osiągnięcia
- American Wrestling Association
  - AWA World Tag Team Championship (1x)

- Championship Wrestling from Florida
  - NWA Florida Tag Team Championship (1x)
  - NWA Florida Television Championship (1x)

- Lutte Internationale
  - Canadian International Tag Team Championship (5x)

- National Wrestling Alliance|NWA Hollywood Wrestling
  - NWA Americas Heavyweight Championship (1x)

- NWA San Francisco
  - NWA United States Heavyweight Championship (5x)
  - NWA World Tag Team Championship (9x)

- NWA Western States Sports
  - NWA Brass Knuckles Championship (1x)
  - NWA North American Heavyweight Championship (1x)

- New Japan Pro-Wrestling
  - NWA North American Tag Team Championship (1x)

- Pacific Northwest Wrestling
  - NWA Pacific Northwest Heavyweight Championship (3x)
  - NWA Pacific Northwest Tag Team Championship (2x)

- Pro Wrestling Illustrated
  - PWI Stanley Weston Award (2004)
  - Pozycja #110 w zestawieniu 500 najlepszych wrestlerów wg Pro Wrestling Illustrated (2003)

- World Championship Wrestling (Australia)
  - IWA World Tag Team Championship (1x)

- World Wrestling Federation
  - WWF Hardcore Championship (1x)
  - WWF Intercontinental Championship (1x)
  - WWF North American Heavyweight Championship (1x)
  - WWF Hall of Fame (1996)